# Дарън Малакян
Дарън Вартан Малакян (на английски: Daron Vartan Malakian) е американски китарист от арменски произход, основател и настоящ член на американската метъл група System of a Down.
Роден е в кв. Холивуд, гр. Лос Анджелис, щ. Калифорния, САЩ в семейство на арменски преселници на 18 юли 1975 г. Той е основният композитор в групата, а също така пише и част от текстовете, заедно с другия съосновател и вокалист Серж Танкян. В последните албуми Малакян често се изявява и като втори водещ вокалист, а негови беквокали присъстват в по-голямата част от песните от цялостното творчество на групата.

## Биография
Малакян се сблъсква с тежката музика още в ранна детска възраст, едва 4-годишен, слушайки албум на Kiss при по-голям братовчед. Kiss се превръща в първата му любима група, последвана от редица рок изпълнители като Ван Хален, Ози Озбърн, Айрън Мейдън, Джудас Прийст и други. В началото изявява желание да свири на барабани, но родителите му категорично отказват да приберат в къщата си толкова шумен инструмент и вместо това му купуват китара. Малакян, вече тийнейджър, бързо се научава да свири и започва да прекарва голяма част от деня затворен в стаята си, свирейки на китара. Първо научава да свири основния риф от парчето „Iron Man“ на британската хардрок група „Блек Сабат“, посочена от него и сред основните му вдъхновители въобще. В късна тийнеджърска възраст започва да се увлича по по-тежките екстремни групи като Napalm Death, „Слейър“, „Венъм“ и „Кенибъл Корпс“. Училището не му спори особено, а и не рядко се замесва в училищни сбивания. Голяма част от времето си отдава на музиката, като още в ученическите си години участва в рок група като вокалист.
През 1995 г., по време на демо записи на неговата група в местно ъндърграунд студио, се среща със Серж Танкян, който също записва със своя група в същото студио. По онова време Серж е кийбордист на групата си. Двамата провеждат няколко разговора между звукозаписните сесии и не след дълго установяват, че имат подобни идеи за музиката, която искат да правят. Освен това и двамата са от арменски произход и са върли привърженици на инициативата за официално признаване на арменския геноцид от правителството на Турция. Тази тема е засегната пряко и косвено и в бъдещото им съвместно творчество. Стига се до решението за основаване на нова група. Първоначално двамата решават да кръстят групата Soil, а към тях се присъединяват 2 техни приятели от ученическите години, също от арменски произход – Шаво Одаджян и Анди Хачатурян. Малко по-късно Малакян написва поема за арменския геноцид, наречена „Victims of a Down“, която вдъхновява музикантите да кръстят групата на нея. Серж Танкян предлага думата Victims (жертви) да бъде заменена със System, която според него звучи по-силно и влиятелно. През 1997 г., малко преди момчетата да влязат в студио за записите на дебютния си албум, Хачатурян напуска и зад барабаните застава Джон Долмаян, с което се слага началото на групата в сегашния ѝ вид.
Дарън живее в Глендейл, Калифорния в собствена къща, а семейството му е в Иран, където родът му емигрира вследствие на упражнявания от турското правителство геноцид в началото на миналия век. В новия си дом Малакян основава своя музикален лейбъл EatUrMusic с цел подпомагане на нови местни групи. Amen е първият състав, който подписва договор за работа с лейбъла. Вокалът на групата Кейси Каос участва и в новия страничен музикален проект на Дарън Малакян, наречен Scars on Broadway, който все още се намира в начален стадий на организация. Според изявления в американската преса Малакян подготвя и солов проект по време на дългата почивка, която членовете на System of a Down възнамеряват да си дадат след приключване на концертното си турне за 2006 година.
Запазена марка на Дарън са китарите Ibanez Iceman IC300, с които са записани и повечето албуми на System of a Down. В последно време обаче в употреба на сцената влизат китарите марка Gibson SG.